# Trematopygus rufiventris
Trematopygus rufiventris är en stekelart som beskrevs av Rudow 1883. Trematopygus rufiventris ingår i släktet Trematopygus och familjen brokparasitsteklar. Inga underarter finns listade i Catalogue of Life.